# Gyertyános (Fehér megye)
Gyertyános (románul Carpenii de Sus) település Romániában, Fehér megyében. Közigazgatásilag Spring községhez tartozik.
Az 1966-os népszámlálás előtt Vingárd része volt. 1966-ban 62, 1977-ben 19, 1992-ben 4 román lakosa volt, 2002-re teljesen elnéptelenedett.